# Vigna gracilis
Espèce
Synonymes
- Dolichos gracilis Guill. & Perr.[1]
- Vigna afzelii Baker[1]
- Vigna gracilis var. gracilis[1]
- Vigna multiflora Hook.f.[1]
- Vigna occidentalis Baker f.[1]

Vigna gracilis est une espèce de plantes à fleurs de la famille des Fabaceae et du genre Vigna, présente en Afrique tropicale.

## Liste des variétés
Selon Tropicos (3 juin 2020) (Attention liste brute contenant possiblement des synonymes) :
- variété Vigna gracilis var. gracilis
- variété Vigna gracilis var. multiflora (Hook. f.) Maréchal, Mascherpa & Stainier